# Gaston Gaillard
Gaston Pierre Gaillard (Saint-Jean-d'Angély, 23 février 1860 - Marseille, 24 août 1927) est un explorateur français. 

## Biographie
Fonctionnaire du Trésor, il abandonne cette profession. Compagnon et secrétaire particulier de Pierre Savorgnan de Brazza, celui-ci le charge en 1891 de fonder un poste près du Ngoko et de le remonter le plus loin possible. En compagnie du capitaine Husson, il démontre ainsi que le Ngoko peut devenir une voie de pénétration vers le Cameroun. 
De nouveau chargé de mission par Brazza, il explore en juin 1891 le haut Oubangui. Parti le 12 juin de Brazzaville avec un rescapé de la mission Fourneau, Blom, il atteint Bangui le 6 juillet où il rétablit la situation et signe des traités avec les chefs Banziri. Le 14 août, il fonde en face du poste belge de Banzyville, celui de Mobaye. Il remonte l'Oubangui et y fonde les postes de Cetema et des Abiras au confluent Mbomou-Ouelé. Malade, il revient alors à Bangui (octobre). 
Les postes fondés par Gaillard seront essentiels aux missions de Victor Liotard et d'Étienne Marchand. 
Bien que très entreprenant, intelligent et courageux, Gaillard se montrera souvent indiscipliné, ce qui provoquera un grave différend avec Albert Dolisie. Il demandera alors sa mutation et servira ensuite comme administrateur des colonies en Indochine jusqu'en 1919, année où il demande sa retraite.

## Travaux
- Exploration de la Sangha, Bulletin du Comité de l'Afrique française, 1891, p. 16-18
- Sur le haut Oubangui, Bulletin de la Société de Géographie commerciale, 1892, p. 395-440
- Explorations de la haute Sangha et du haut Oubangui, Bulletin de la Société de Géographie, 1893, p. 223-237